# 小奥斯特海姆
小奥斯特海姆是德国巴伐利亚州的一个市镇。总面积13.90平方公里，总人口8104人，其中男性4028人，女性4076人（2011年12月31日），人口密度583人/平方公里。